# Essentialisme (genre)
L’essentialisme est, en sociologie, l'idée selon laquelle hommes et femmes sont différents par essence, c'est-à-dire selon laquelle leur nature (féminine ou masculine) détermine non seulement leur physiologie, mais dans une certaine mesure l'être et l'agir. La notion opposée est le constructionnisme.
La position essentialiste en ce domaine considère que l'innéité biologique prévaut nécessairement dans le comportement d'un individu sur les acquisitions ultérieures qu'il a pu faire ou construire.

## Essentialisme et genre
Pour l'essentialisme, il n'y a pas lieu de distinguer sexe et genre, puisque le sexe d'une personne détermine le genre correspondant.

## Essentialistes
- La notion américaine de « french feminism » correspond à un mouvement de défense des femmes qui met en avant les qualités et les valeurs traditionnellement attribuées à ce sexe.[réf. nécessaire]